# 3923 Radzievskij
3923 Radzievskij је астероид са средњом удаљеношћу од Сунца која износи 3,961 астрономских јединица (АЈ).
Апсолутна магнитуда астероида је 11,4.